# المسيحية وكرة القدم

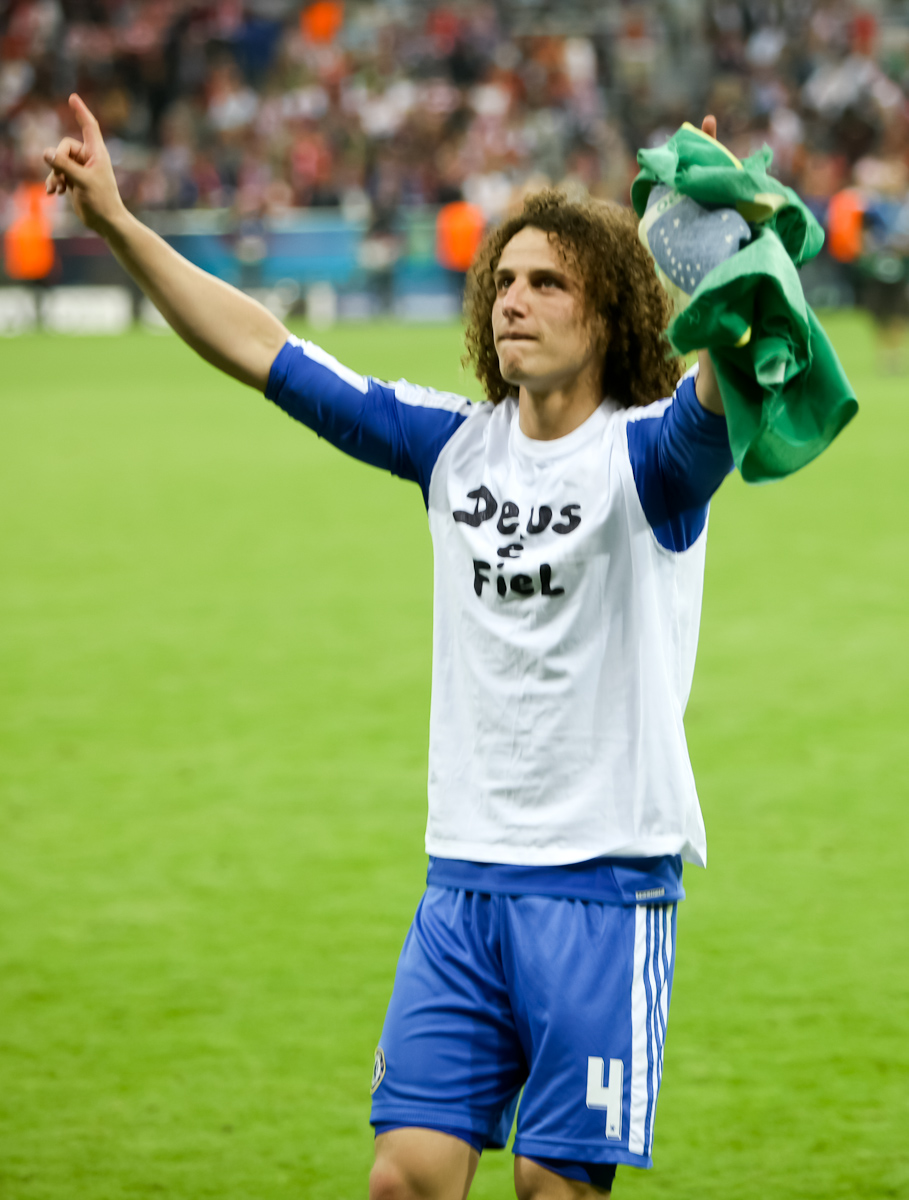
لاعب كرة القدم البرازيلي دافيد لويز يرتدي قميص مكتوب عليه عبارة الله مخلص (بالبرتغالية: Deus é fiel) بعد انتصار نادي تشيلسي في نهائي دوري أبطال أوروبا 2012.

هناك تاريخ طويل من المشاركة المسيحية وكرة القدم. في القرن السادس عشر عارض البيوريتانيين في إنجلترا، الأشكال المعاصرة لكرة القدم، بسبب العنف وممارسته يوم الأحد، ويوم الراحة حسب المعتقدات المسيحية. ولكن من القرن التاسع عشر، تبنى المسيحيين حركة «العضلات المسيحية» وتم التشجيع على لعبة كرة القدم. العديد من الأندية الرائدة في إنجلترا، بما في ذلك نادي ساوثهامبتون ونادي مانشستر سيتي ونادي إيفرتون تم تأسيسها قبل الكنائس، إلى جانب نادي سلتيك في اسكتلندا. وفقًا لبي بي سي ترتبط المسيحية مع ثقافة كرة القدم بشكل كبير في البرازيل.
تخصص الكنائس بطولات دوري خصيصًا للأندية المسيحية لكرة القدم خارج الهرم الدوري الوطني العادي. أصبح العديد من لاعبي كرة القدم رهبان المسيحيين ودعاة ورجال الدين في تقاعده.
الرموز المسيحية مثل رسم إشارة الصليب حاضرة بقوة في العديد من ملاعب كرة القدم، خصوصًا خلال دوري أبطال أوروبا وكأس العالم لكرة القدم من قبل اللاعبين القادمين من دول كاثوليكية أوروبية وأمريكية لاتينية في المقام الأول. على سبيل المثال بعد الفوز في نهائي دوري أبطال أوروبا، خلع ريكاردو كاكا قميص نادي إيه سي ميلان، وأظهر قميص يرتديه مكتوب عليه عبارة: أنا أنتمي للمسيح، وعندما فازت البرازيل كأس العالم لكرة القدم 2002 في اليابان ركع الفريق بصلاة شكر وعلى منصّة المنتصرين كان بعض اللاعبين يرتدون قمصانًا مكتوبًا عليها «أنا أنتمي ليسوع» و«يسوع يحبّك».
العديد من أندية الكرة القدم المرموقة تحمل الصليب المسيحي أو رموز مسيحية على شارتها مثل نادي برشلونة، ونادي إيه سي ميلان، ونادي جنوى، ونادي إشبيلية وقد أدى وجود الصليب على شعار بعض الأندية إلى جدل ومعارضة من بعض رجال الدين المسلمين وبعض الدول ذات الأغلبية المسلمة مثل ماليزيا. مما دعا في عام 2012 نادي ريال مدريد إلى أزالة نادي «الصليب» من شعار ريال مدريد الخاص بمنطقة الشرق الأوسط احتراماً لمشاعر المسلمين في خطوة وجدت صدى واسعاً سلبيًا في إسبانيا، وذلك في أعقاب إبرامه اتفاقية لإنشاء منتجع سياحي في إمارة رأس الخيمة الإماراتية.